# رول فاکس
رول فاکس (انگلیسی: Ruel Fox؛ زادهٔ ۱۴ ژانویهٔ ۱۹۶۸) بازیکن فوتبال اهل بریتانیا است.
از باشگاه‌هایی که در آن بازی کرده‌است می‌توان به باشگاه فوتبال وست برومویچ آلبیون، باشگاه فوتبال تاتنهام هاتسپر، باشگاه فوتبال نوریچ سیتی، و باشگاه فوتبال نیوکاسل یونایتد اشاره کرد.
وی همچنین در تیم ملی فوتبال انگلیس B و تیم ملی فوتبال مونتسرات بازی کرده‌است.